# Feldwespen
Die Feldwespen (Polistinae) sind eine Unterfamilie der Faltenwespen (Vespidae). Wegen des von ihnen verwendeten Nestbaumaterials werden sie zusammen mit den Echten Wespen umgangssprachlich auch Papierwespen genannt. Weltweit sind 1029 Arten bekannt (Stand 2019), die in den Triben Epiponini, Mischocyttarini, Polistini und Ropalidiini unterteilt sind. Die meisten Arten leben in den Tropen und Subtropen, nur sieben Arten, die alle zur Gattung Polistes gehören, leben auch in Mitteleuropa. 
Im Flug sind sie an den herabhängenden Beinen von anderen Wespenarten zu unterscheiden.

## Gemeinsamkeiten mit Echten Wespen

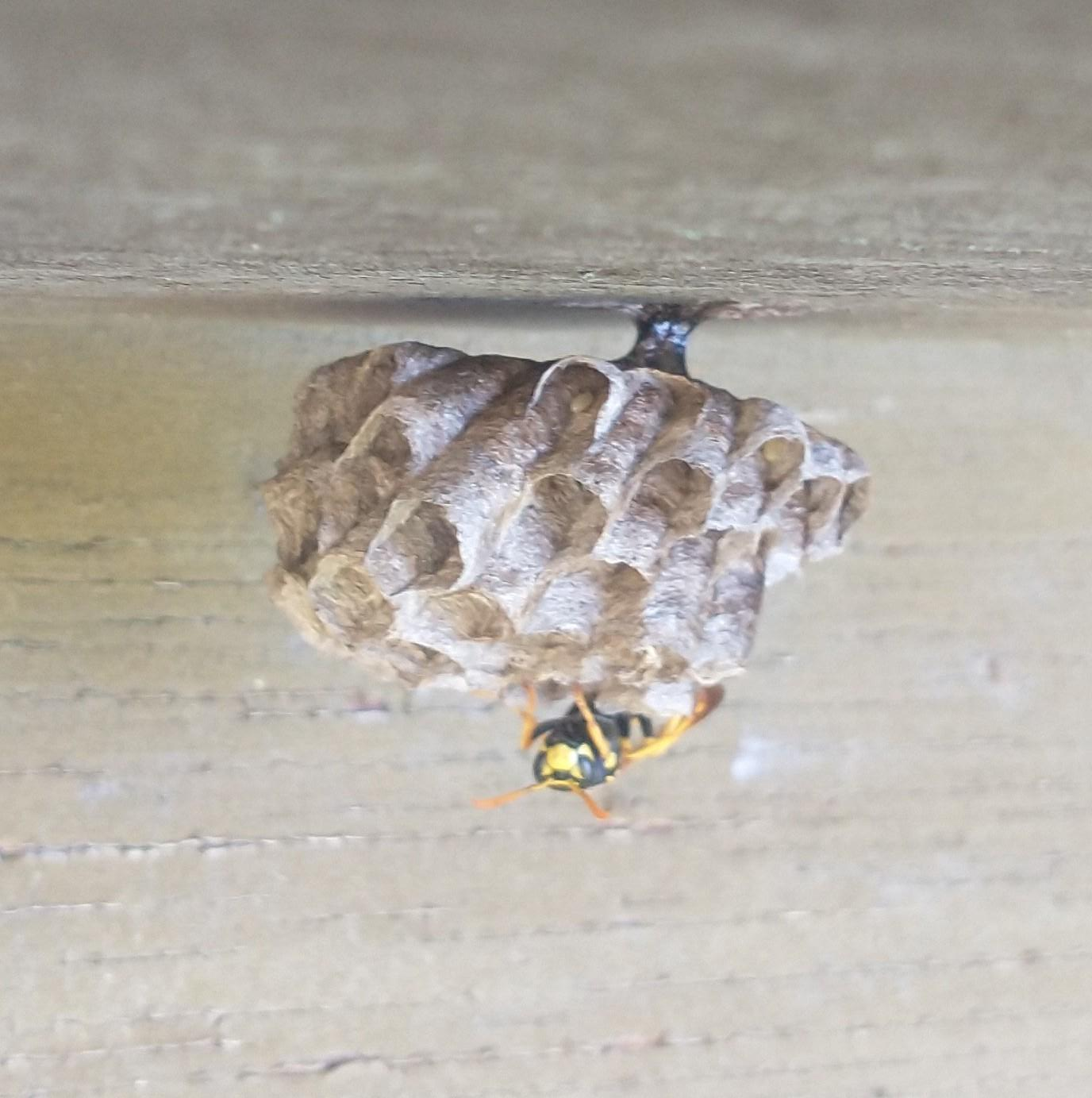
Nest einer Feldwespe mit typischem Stiel

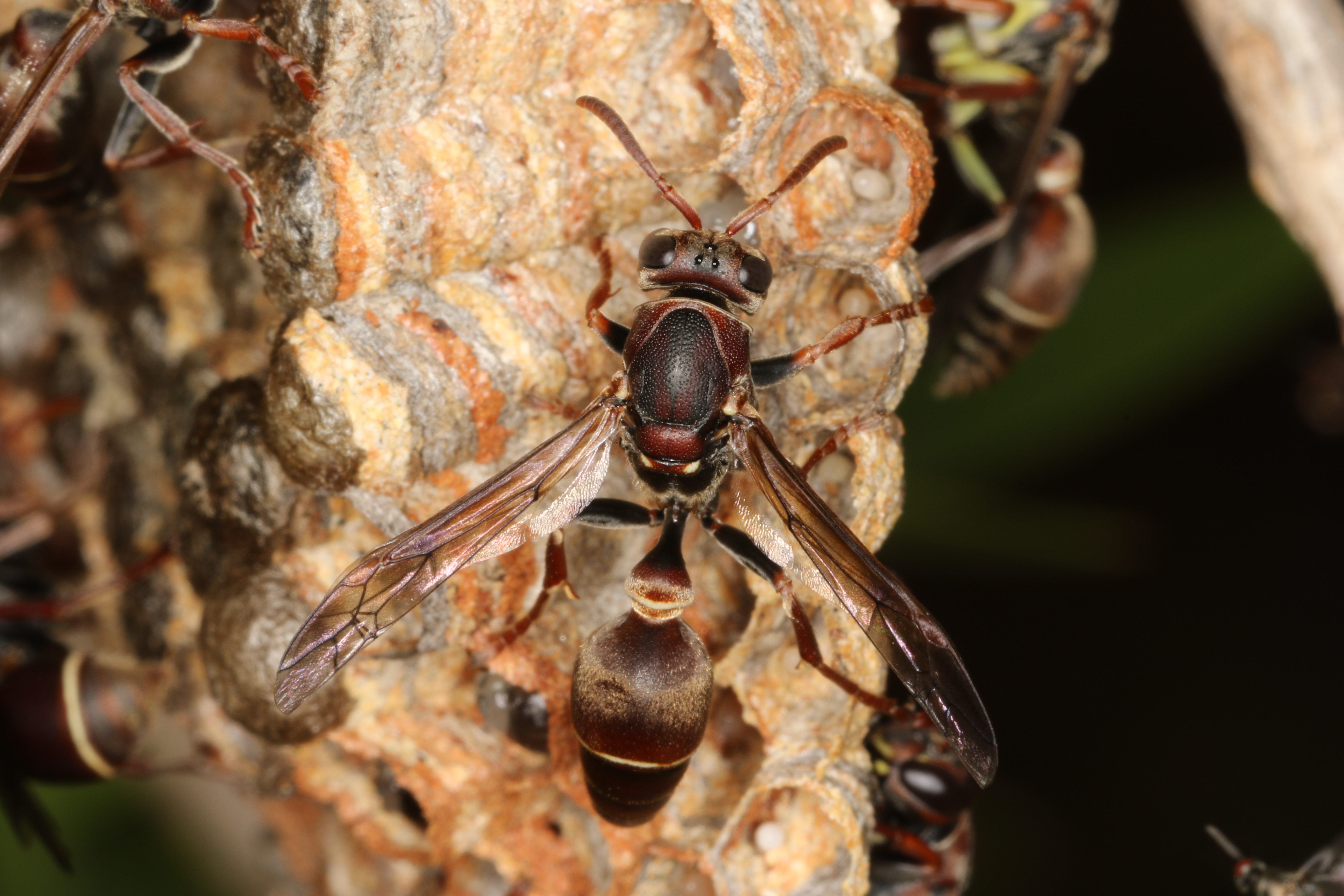
Ropalidia plebeiana

Feldwespen sind in Aussehen und Verhalten den Echten Wespen (Vespinae) ziemlich ähnlich. Die mitteleuropäischen Arten (der Gattung Polistes) weisen ebenfalls die aposematische schwarz-gelbe Warnfärbung auf, und sie sind eusozial in kleinen Völkern. Beide Unterfamilien bauen Nester aus einem papierartigen Stoff, der aus zerkauten Holzfasern gebildet wird. Man bezeichnet sie deshalb auch als Papierwespen im Gegensatz zu den Lehmwespen, die ihre Nester vorwiegend mit oder im Lehm beziehungsweise Löss bauen.

## Nestbau
Beim Nestbau zeigen sich allerdings auch bedeutende Unterschiede zu den Echten Wespen:
- Das Nest wird, wie bei den Echten Wespen, meist von einem einzigen Weibchen (Königin) gegründet (haplometrotisch). Vereinzelt ist aber auch eine Nestgründung von mehreren Weibchen (Königinnen) zu beobachten (pleometrotisch). In der Zeit der Nestbetreuung kommt dann die Polygynie häufig vor, ein Volk kann also auch von mehreren Weibchen (Königinnen) betreut werden (polygyne Nester). Meistens finden sich zu dieser Gemeinschaftsbetreuung Schwesterntiere zusammen. Feldwespen können an Merkmalen des Kopfes bekannte und fremde Artgenossen unterscheiden. Dies wurde durch Versuchsreihen mit Polistes fuscatus nachgewiesen.[1]
- Waben und Völker sind deutlich kleiner als die der häufigeren und in der Bevölkerung bekannteren Echten Wespen.
- Alle Feldwespenarten bauen ihre Waben etwas schräg vertikal und ohne schützende Hülle, die Waben liegen stets offen und frei.

Ihre kleinen Waben heften die Feldwespen mit einem zentralen Stiel an Pflanzen und andere geeignete Substrate wie Holz und Steine an. Als eine gut zu verteidigende Engstelle gegen Ameisen dient der meist recht kurze Stiel zwischen Wabe und Substrat. Meist werden die Nester an wärmebegünstigten, südexponierten Stellen gebaut, die Haus-Feldwespe (Polistes dominula) zeigt eine Tendenz zur Synanthropie, das heißt sie nutzt oft Lebensräume im Siedlungsbereich.
Bei zu hohem Temperaturanstieg im Nest setzen sich die Wespen an den Oberrand der Wabe, um durch Flügelfächeln die überschüssige Wärme wegzutransportieren. Zusätzlich kann Wasser eingebracht werden, um durch die entstehende Verdunstungskälte weiter zu kühlen. Auf diese Weise kann tagsüber eine konstante Nesttemperatur von 30–35 °C erzielt werden.
Feldwespen können kleinere Nektartropfen in leeren Zellen speichern, die dazu natürlich eine ausreichend feste Konsistenz aufweisen müssen.

## Parasitismus
In der Gattung Polistes kommen drei sozialparasitische Arten vor, die untereinander nahe verwandt sind. Diese wurden früher in der Untergattung Sulcopolistes zusammengefasst.
Die Schlupfwespe Latibulus argiolus (Rossi, 1790) spielt eine Rolle als Parasit bei Polistes. Feldwespen der Gattung Polistes werden weiterhin von parasitoiden Fächerflüglern der Art Xenos vesparum befallen.

## Systematik

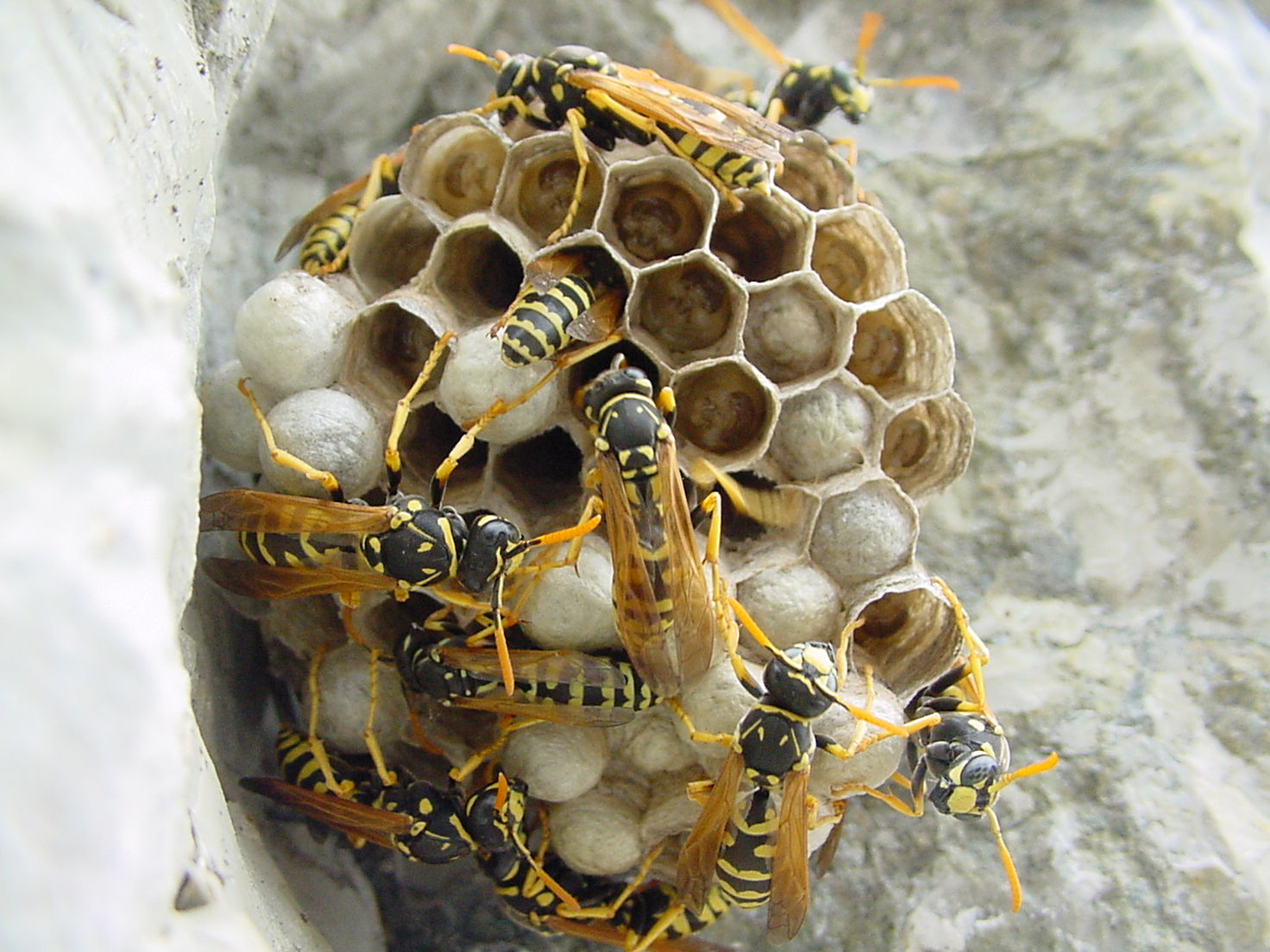
Nest der Haus-Feldwespe

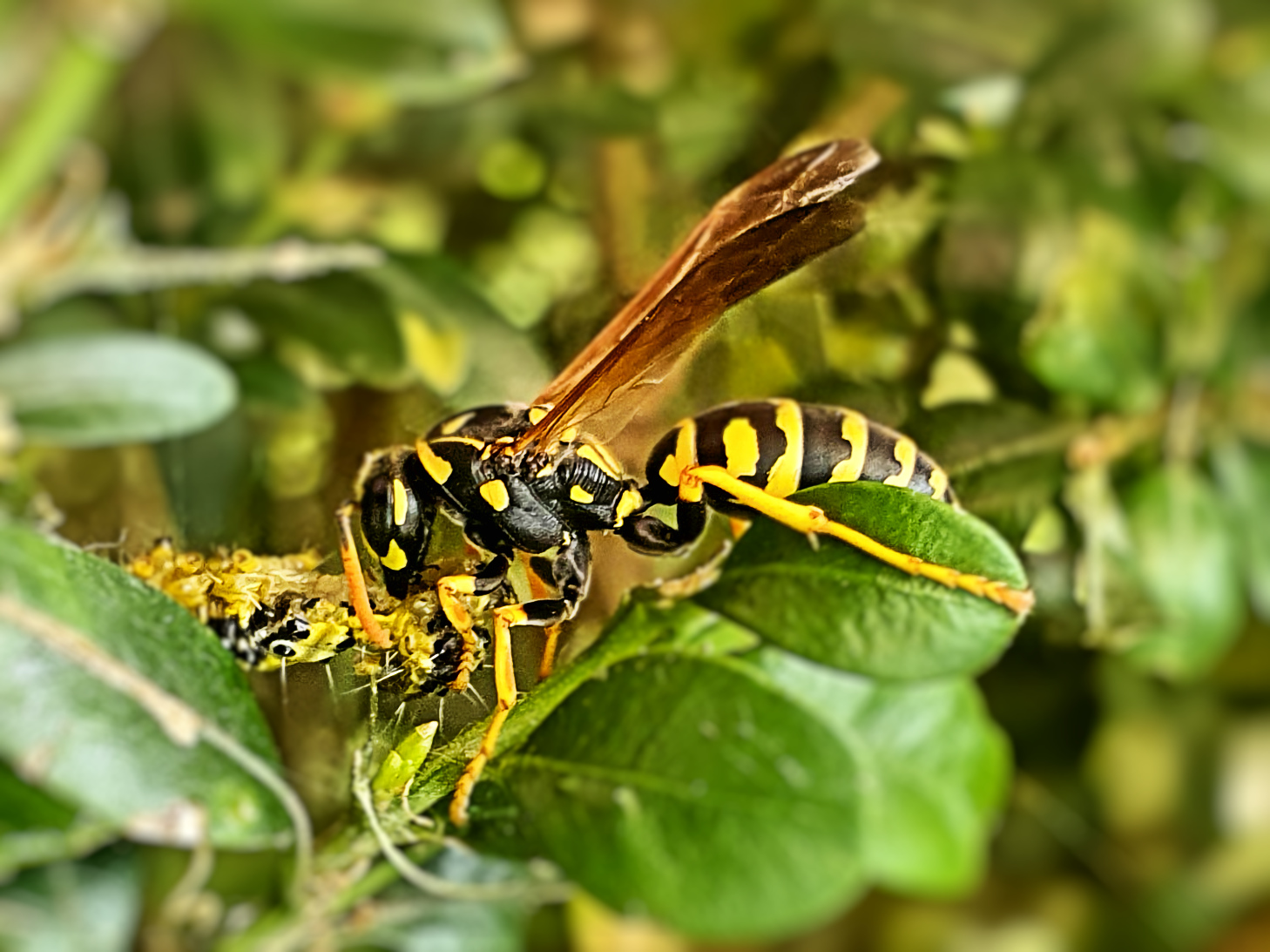
Feldwespe beim Verzehr einer Buchsbaumzünslerraupe

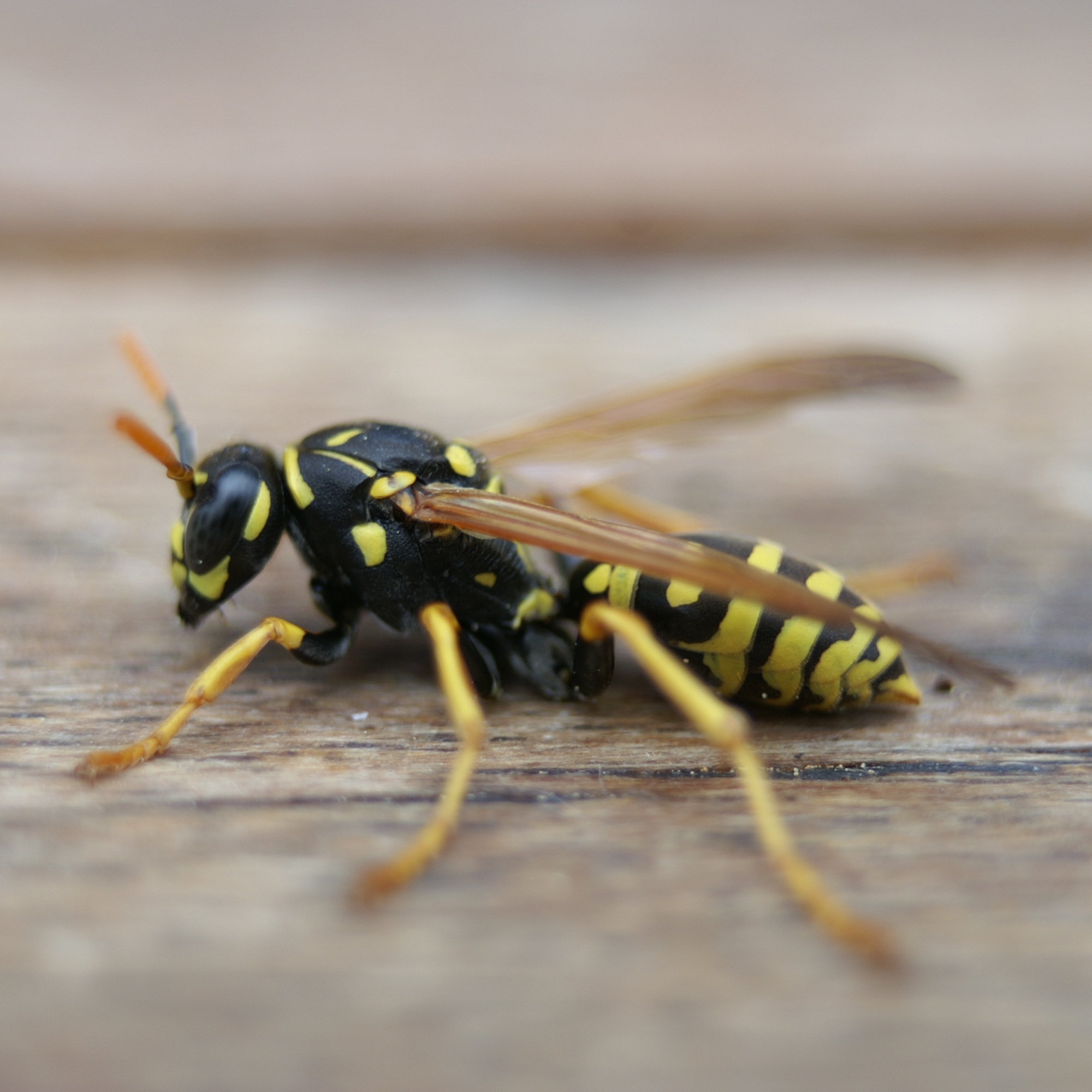
Haus-Feldwespe

| | Agelaia (33 Arten)        |
| |                           |
| | Angiopolybia (4 Arten)    |
| |                           |
| | Apoica (8 Arten)          |
| |                           |
| | Asteloeca (3 Arten)       |
| |                           |
| | Brachygastra (16 Arten)   |
| |                           |
| | Clypearia (8 Arten)       |
| |                           |
| | Epipona (5 Arten)         |
| |                           |
| | Metapolybia (16 Arten)    |
| |                           |
| | Nectarinella (2 Arten)    |
| |                           |
| | Parachartergus (21 Arten) |
| |                           |
| | Polybia (74 Arten)        |
| |                           |
| | Protonectarina (1 Art)    |
| |                           |
| | Protopolybia (32 Arten)   |
| |                           |
| | Synoeca (5 Arten)         |
| Vorlage:Klade/Wartung/3 Vorlage:Klade/Wartung/4 Vorlage:Klade/Wartung/5 Vorlage:Klade/Wartung/6 Vorlage:Klade/Wartung/7 Vorlage:Klade/Wartung/8 Vorlage:Klade/Wartung/9 Vorlage:Klade/Wartung/10 Vorlage:Klade/Wartung/11 Vorlage:Klade/Wartung/12 Vorlage:Klade/Wartung/13 Vorlage:Klade/Wartung/14 Vorlage:Klade/Wartung/Style |                           |

| | Belonogaster (84 Arten) |
| |                         |
| | Icaria (7 Arten)        |
| |                         |
| | Parapolybia (5 Arten)   |
| |                         |
| | Polybioides (6 Arten)   |
| |                         |
| | Ropalidia (193 Arten)   |
| Vorlage:Klade/Wartung/3 Vorlage:Klade/Wartung/4 Vorlage:Klade/Wartung/5 Vorlage:Klade/Wartung/Style |                         |

| | Agelaia (33 Arten)        |
| |                           |
| | Angiopolybia (4 Arten)    |
| |                           |
| | Apoica (8 Arten)          |
| |                           |
| | Asteloeca (3 Arten)       |
| |                           |
| | Brachygastra (16 Arten)   |
| |                           |
| | Clypearia (8 Arten)       |
| |                           |
| | Epipona (5 Arten)         |
| |                           |
| | Metapolybia (16 Arten)    |
| |                           |
| | Nectarinella (2 Arten)    |
| |                           |
| | Parachartergus (21 Arten) |
| |                           |
| | Polybia (74 Arten)        |
| |                           |
| | Protonectarina (1 Art)    |
| |                           |
| | Protopolybia (32 Arten)   |
| |                           |
| | Synoeca (5 Arten)         |
| Vorlage:Klade/Wartung/3 Vorlage:Klade/Wartung/4 Vorlage:Klade/Wartung/5 Vorlage:Klade/Wartung/6 Vorlage:Klade/Wartung/7 Vorlage:Klade/Wartung/8 Vorlage:Klade/Wartung/9 Vorlage:Klade/Wartung/10 Vorlage:Klade/Wartung/11 Vorlage:Klade/Wartung/12 Vorlage:Klade/Wartung/13 Vorlage:Klade/Wartung/14 Vorlage:Klade/Wartung/Style |                           |

| | Belonogaster (84 Arten) |
| |                         |
| | Icaria (7 Arten)        |
| |                         |
| | Parapolybia (5 Arten)   |
| |                         |
| | Polybioides (6 Arten)   |
| |                         |
| | Ropalidia (193 Arten)   |
| Vorlage:Klade/Wartung/3 Vorlage:Klade/Wartung/4 Vorlage:Klade/Wartung/5 Vorlage:Klade/Wartung/Style |                         |

## Belege
1. ↑  Michael J. Sheehan, Elizabeth A. Tibbetts: Robust long-term social memories in a paper wasp, Current Biology, 18 (18): R851-R852, 23. September 2008. doi:10.1016/j.cub.2008.07.032 (open access).
2. ↑  Taxonomischer Baum zu Agelaia – auf Catalogue of Life (CoL): 2019 Annual Checklist.
3. ↑  Taxonomischer Baum zu Angiopolybia – auf Catalogue of Life (CoL): 2019 Annual Checklist.
4. ↑  Taxonomischer Baum zu Apoica – auf Catalogue of Life (CoL): 2019 Annual Checklist.
5. ↑  Taxonomischer Baum zu Asteloeca – auf Catalogue of Life (CoL): 2019 Annual Checklist.
6. ↑  Taxonomischer Baum zu Brachygastra – auf Catalogue of Life (CoL): 2019 Annual Checklist.
7. ↑  Taxonomischer Baum zu Clypearia – auf Catalogue of Life (CoL): 2019 Annual Checklist.
8. ↑  Taxonomischer Baum zu Epipona – auf Catalogue of Life (CoL): 2019 Annual Checklist.
9. ↑  Taxonomischer Baum zu Metapolybia – auf Catalogue of Life (CoL): 2019 Annual Checklist.
10. ↑  Taxonomischer Baum zu Nectarinella – auf Catalogue of Life (CoL): 2019 Annual Checklist.
11. ↑  Taxonomischer Baum zu Parachartergus – auf Catalogue of Life (CoL): 2019 Annual Checklist.
12. ↑  Taxonomischer Baum zu Polybia – auf Catalogue of Life (CoL): 2019 Annual Checklist.
13. ↑  Taxonomischer Baum zu Protonectarina – auf Catalogue of Life (CoL): 2019 Annual Checklist.
14. ↑  Taxonomischer Baum zu Protopolybia – auf Catalogue of Life (CoL): 2019 Annual Checklist.
15. ↑  Taxonomischer Baum zu Synoeca – auf Catalogue of Life (CoL): 2019 Annual Checklist.
16. ↑  Taxonomischer Baum zu Mischocyttarus – auf Catalogue of Life (CoL): 2019 Annual Checklist.
17. ↑  Taxonomischer Baum zu Polistes – auf Catalogue of Life (CoL): 2019 Annual Checklist.
18. ↑  Taxonomischer Baum zu Belonogaster – auf Catalogue of Life (CoL): 2019 Annual Checklist.
19. ↑  Taxonomischer Baum zu Icaria – auf Catalogue of Life (CoL): 2019 Annual Checklist.
20. ↑  Taxonomischer Baum zu Parapolybia – auf Catalogue of Life (CoL): 2019 Annual Checklist.
21. ↑  Taxonomischer Baum zu Polybioides – auf Catalogue of Life (CoL): 2019 Annual Checklist.
22. ↑  Taxonomischer Baum zu Ropalidia – auf Catalogue of Life (CoL): 2019 Annual Checklist.